# Frebécourt
Frebécourt är en kommun i departementet Vosges i regionen Grand Est (tidigare regionen Lorraine) i nordöstra Frankrike. Kommunen ligger i kantonen Coussey som tillhör arrondissementet Neufchâteau. År 2022 hade Frebécourt 352 invånare.

## Befolkningsutveckling
Antalet invånare i kommunen Frebécourt
| Referens: INSEE |